# DeltaSync
DeltaSync è un protocollo di comunicazione proprietario, sviluppato da Microsoft, per sincronizzare servizi web con un client, in modo da poter usufruire dei dati anche fuori rete.
Windows Live Hotmail espone ai client un'interfaccia basata su questo protocollo, e il Microsoft Office Outlook Connector e il client ufficiale Windows Live Mail lo usano per eseguire la sincronizzazione con le caselle di posta. Microsoft spinge per questo protocollo anziché per POP3 o IMAP4 per la loro mancanza di supporto a varie caratteristiche avanzate come la sincronizzazione di contatti, calendario, e note. Grazie a questo protocollo, Microsoft punta a fornire una piattaforma comune per poter implementare su qualunque tipo di dispositivo un client che sia in grado di sincronizzare posta elettronica, contatti, calendari e appunti con il server centrale.